# جان مک‌مارتین
جان مک‌مارتین (به انگلیسی: John McMartin) (زاده ۱۸ نوامبر ۱۹۲۹) بازیگر کانادایی است.
از فیلم‌های معروف او می‌توان به بازی در فیلم بدون رزرو، مورو، پسر بومی، آن دختر کیست؟ و سوئیت چریتی اشاره کرد.